# Paramítids
Els paramítids (Paramythiidae) són una petita família d'aus de l'ordre dels passeriformes, endèmica dels boscos de muntanya de Nova Guinea. La família està composta per dos gèneres monotípics, i les espècies són el picabaies emplomallat i el picabaies galtagroc. Són ocells acolorits, de mida mitjana, que s'alimenten de fruites i alguns insectes. Aquestes espècies s'incloïen abans als dicèids (Dicaeidae), però estudis d'hibridació d'ADN van demostrar que, malgrat que estan relacionades amb aquesta família, en constitueixen una de diferent.

## Llistat de gèneres i espècies
Segons la classificació del Congrés Ornitològic Internacional (versió 2.4, 2010):
- Gènere Oreocharis.
  - Oreocharis arfaki - Picabaies galtagroc[3]
- Gènere Paramythia.
  - Paramythia montium - Picabaies emplomallat.[4]